# Monstera costaricensis
Monstera costaricensis är en kallaväxtart som först beskrevs av Adolf Engler och Kurt Krause, och fick sitt nu gällande namn av Thomas Bernard Croat och Michael Howard Grayum. Monstera costaricensis ingår i släktet Monstera och familjen kallaväxter. Inga underarter finns listade.